# Pacific Nations Cup 2017
La Pacific Nations Cup del 2017 fue la 12.ª edición del torneo de selecciones de rugby que organiza la World Rugby. Al igual que en el año anterior lo disputaron los tres equipos originales de la competencia dado que también fue el clasificatorio regional para Japón 2019.

## Equipos participantes
- Selección de rugby de Fiyi (Flying Fijians)
- Selección de rugby de Samoa (Manu Samoa)
- Selección de rugby de Tonga (ʻIkale Tahi)

## Posiciones
| Pos. | Equipo | Encuentros | Encuentros | Encuentros | Encuentros | Tantos  | Tantos    | Tantos     | Puntos Bonus | Puntos Totales |
| Pos. | Equipo | jugados    | ganados    | empatados  | perdidos   | a favor | en contra | diferencia | Puntos Bonus | Puntos Totales |
| ---- | ------ | ---------- | ---------- | ---------- | ---------- | ------- | --------- | ---------- | ------------ | -------------- |
| 1    | Fiyi   | 2          | 2          | 0          | 0          | 52      | 26        | + 26       | 1            | 9              |
| 2    | Tonga  | 2          | 1          | 0          | 1          | 40      | 40        | 0          | 1            | 5              |
| 3    | Samoa  | 2          | 0          | 0          | 2          | 42      | 68        | - 26       | 1            | 1              |

Nota: Se otorgan 4 puntos al equipo que gane un partido y 2 al que empate
Puntos Bonus: 1 punto por convertir 4 tries o más en un partido y 1 al equipo que pierda por no más de 7 tantos de diferencia
|  | Campeón |

## Resultados

### Primera fecha
| 1 de julio, 15:00 | Tonga                                                                                       | 30 - 26 | Samoa                                                                                    | Estadio deportivo Teufaiva, Nuku'alofa, Tonga |                                 |
|                   | Tane Takulua 3-3, 10-3, 17-3, 20-13, 23-16, 28-19, 30-19 Nili Latu 8-3 Atieli Pakalani 15-3 | Reporte | Tusi Pisi 0-3, 17-6, 17-13, 20-16, 23-19, 30-26 Faifili Levave 17-11 Alapati Leiua 30-24 | Asistencia: 10,000 espectadores               | Asistencia: 10,000 espectadores |

### Segunda fecha
| 8 de julio, 15:00 | Tonga                                     | 10 - 14 | Fiyi                                               | Estadio deportivo Teufaiva, Nuku'alofa, Tonga |                                 |
|                   | Tane Takulua 3-3 Siegfried Fisi'ihoi 10-3 | Reporte | Ben Volavola 0-3, 10-11, 10-14 Leone Nakarawa 10-8 | Asistencia: 10,000 espectadores               | Asistencia: 10,000 espectadores |

### Tercera fecha
| 15 de julio, 19:30 | Samoa                                             | 16 - 38 | Fiyi | Apia Park, Apia, Samoa          |                                 |
|                    | David Lemi 5-7 Tusi Pisi 7-7, 10-13, 13-14, 16-14 | Reporte | Henry Seniloli 0-5, 7-12, 16-19 Ben Volavola 0-7, 7-14, 16-21, 16-28, 16-31, 16-38 Jale Vatubua 16-26 Api Ratuniyarawa 16-36 | Asistencia: 10,000 espectadores | Asistencia: 10,000 espectadores |

| Bandera de Fiyi |
| Campeón Fiyi    |
| Cuarto título   |